# ثيودور غراي
ثيودور غراي (بالإنجليزية: Theodore Gray)‏ هو كاتب وعالم حاسوب أمريكي، ولد في 18 نوفمبر 1964 في أوربانا في الولايات المتحدة.

## وصلات خارجية
- الموقع الرسمي